# Kienesa w Łucku
Kienesa w Łucku – istniejąca do 1972 w Łucku, ostatnia w Europie drewniana kienesa karaimska. Znajdowała się przy ulicy Karaimskiej, nad brzegiem Styru.

## Historia
O istnieniu w Łucku dwóch odrębnych synagog – rabanickiej i karaimskiej – mówi już przywilej z 22 grudnia 1506. Kolejna kienesa powstała w mieście prawdopodobnie po 1633 roku. Późniejszą, tutaj opisywaną, wzniesiono po pożarze w 1814. Podczas I wojny światowej została znacznie uszkodzona, a w 1918 obrabowana przez wojska austriackie. Wiadomo, że zrabowano wtedy z niej bogate wyposażenie. Odrestaurowano ją w latach 1924-1926 z zasiłku polskich służb konserwatorskich, co zostało upamiętnione polsko-hebrajskim napisem wewnątrz nawy.
Władze radzieckie zamknęły świątynię dla kultu religijnego i zamieniły na magazyn. Spłonęła podczas pożaru w 1972 roku.

## Architektura i wystrój
Nakryta była podwójnie łamanym dachem, charakterystycznym dla budownictwa staropolskiego. Jej wnętrze prezentowało się bardzo bogato. Zdobiły je, wykonane prawdopodobnie około 1840, polichromie z motywami roślinnymi i elementami pejzażu.
Znajdujący się na wschodniej ścianie renesansowy echał, mogący pochodzić jeszcze z XVII stulecia, nawiązywał do wzorów dawnej sztuki polskiej, był trójkondygnacyjny z korynckimi kolumienkami po bokach.
Do czasu rabunku dokonanego przez austriackich żołnierzy świątynia była wyposażona w stare gdańskie świeczniki, kryształowe żyrandole, cenne tkaniny, rzeźbione kolumny.
Obszerny opis świątyni wraz z rysunkami sporządził w 1912 malarz Józef Teofil Smoliński. Opisywał on wystrój kienesy w następujący sposób:

Bożnica ma formę czworoboku, z dwuspadkowym dachem (mansard), pokrytym gontami. Obszerny przedsionek z osobnem pojedyńczem pokryciem ma takież jak i synagoga ściany, oszalowane pionowo kładzionemi deskami. 
 

Wewnątrz urządzenie tej świątyni w dekoracyjności swej przeładowane ozdobami w charakterze niby wschodnim, przypomina dzisiejsze Żydowskie domy modlitwy. Naprzeciwko drzwi wchodowych na plaszczyźnie ściany wschodniej, na wysoko podniesionych skabelonach, umieszczony jest ołtarz (Pechałl) w stylu odrodzenia z końca XVI w.; składa się on z trzech kondygnacyi z kolumnami korynckiemi dobrze rzeźbioną ornamentyką, wiązącą się z całością konstrukcyjną budowy ołtarzowej. W kondygnacyach ołtarza są zamykane wnęki, mieszczące starsze pergaminowe zwoje pisma świętego. Na drzwiczkach i tarczy hebrajskie cytaty z biblii świętej. Cały ołtarz jest dość gustownie polichromowany. W cyboryum o bogato rzeźbionych drzwiczkach, zakrywanych firanką (Travella), w dużej wnęce mieszczą się rodały w aksamitnych futerałach z wzorzystemi jedwabnemi oslonami (Parochet); są one przyozdobione srebrnemi wotywnemi tablicami trybowanemi i cyzelowanemi, z XV do XVIII wieku, z takiemiż srebrnymi filigranowymi wskaźnikami do odczytywania rodałów. Na wierzchu są nałożone dwie korony, wyrobione artystycznie ze srebra w stylu odrodzenia i baroku XVII i XVIII w. Po obu stro-nach, na stoliczkach empirowych stoją siedmioramienne świeczniki, zapalane przy pewnych uroczystościach.